# Бледная поганка
Бле́дная пога́нка, также мухомо́р зелёный (лат. Amanita phalloides) — смертельно ядовитый гриб из рода Мухомор (Amanita) семейства Мухоморовые (Amanitaceae). 
Широко распространена в Европе, а также распространяется и в других частях света. A. phalloides формирует эктомикоризу с различными широколиственными деревьями. 
Наиболее ядовитый среди грибов; является причиной около 90 % летальных исходов, вызванных употреблением в пищу ядовитых грибов.

## Описание

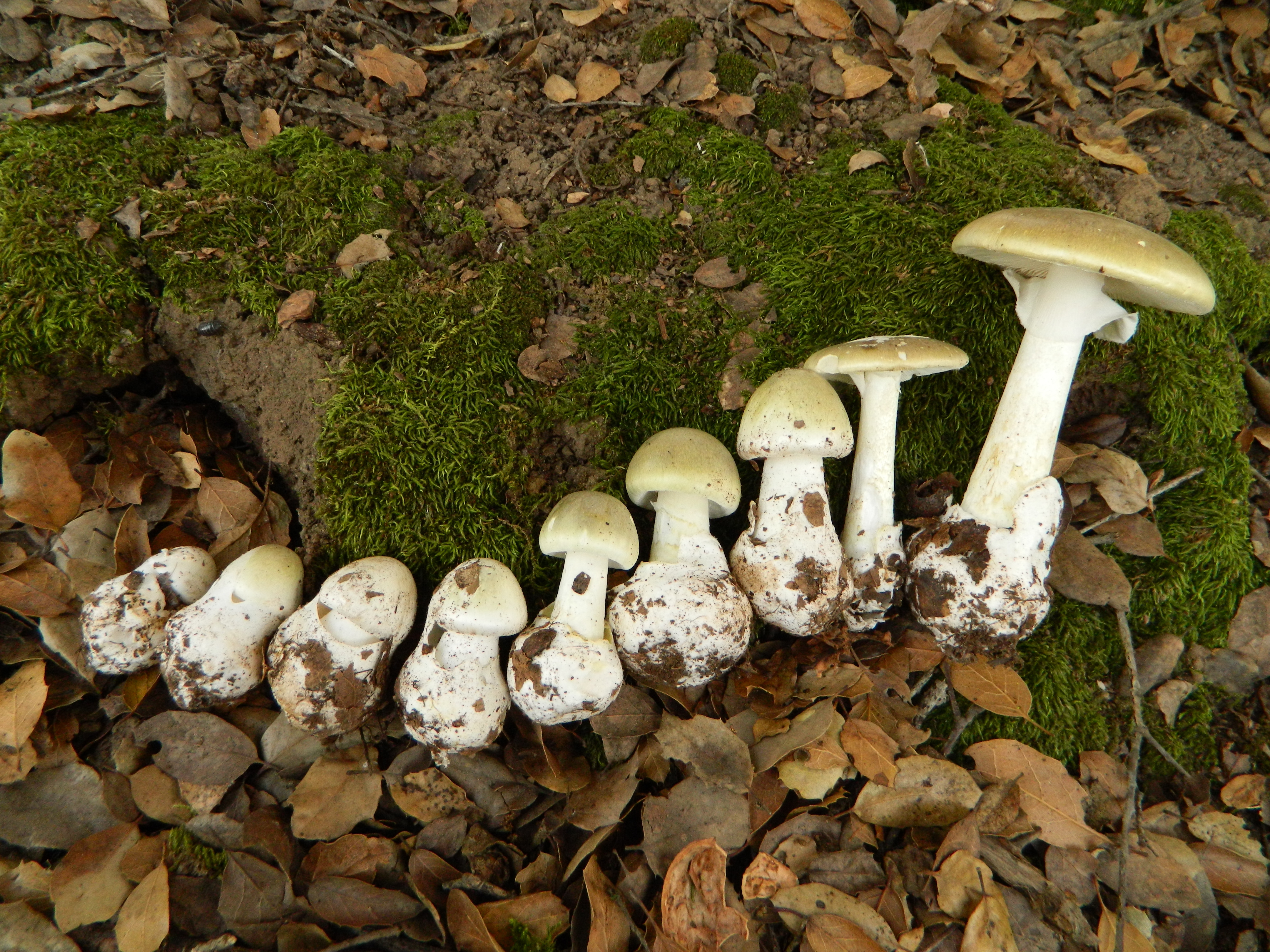
Изменение формы шляпки на разных стадиях роста

Плодовое тело шляпконожечное, в молодом возрасте яйцевидное, полностью покрытое плёнкой.
Шляпка 5—15 см, оливковая, зеленоватая или сероватая, от полушаровидной до плоской формы, с гладким краем и волокнистой поверхностью.
Мякоть белая, мясистая, не меняет цвет при повреждении, со слабовыраженным ореховым вкусом и медовым запахом.
Ножка 8—16 × 1—2,5 см, цилиндрическая, с утолщением («мешочек») в основании. Цвет — как у шляпки или беловатый, часто покрыта муаровым рисунком.
Пластинки белые, мягкие, свободные.
Кольцо сначала широкое, бахромчатое, снаружи — полосатое, с возрастом часто исчезает.
Вольва хорошо выражена, свободная, лопастная, белая, шириной 3—5 см, часто наполовину погружена в почву. На кожице шляпки остатки покрывала обычно отсутствуют, иногда могут быть плотные плёнчатые обрывки.
Споровый порошок белый, споры 8,5 × 7 мкм, почти округлые, амилоидные.

### Изменчивость
Цвет шляпки бывает от почти белого до серовато-зелёного, но с возрастом шляпка становится более сероватой. Старые грибы обладают неприятным сладковатым запахом.

## Близкие виды
- Amanita virosa — мухомор вонючий, или белая поганка
- Amanita bisporigera
- Amanita verna — мухомор весенний
- Amanita ocreata

## Сходные виды

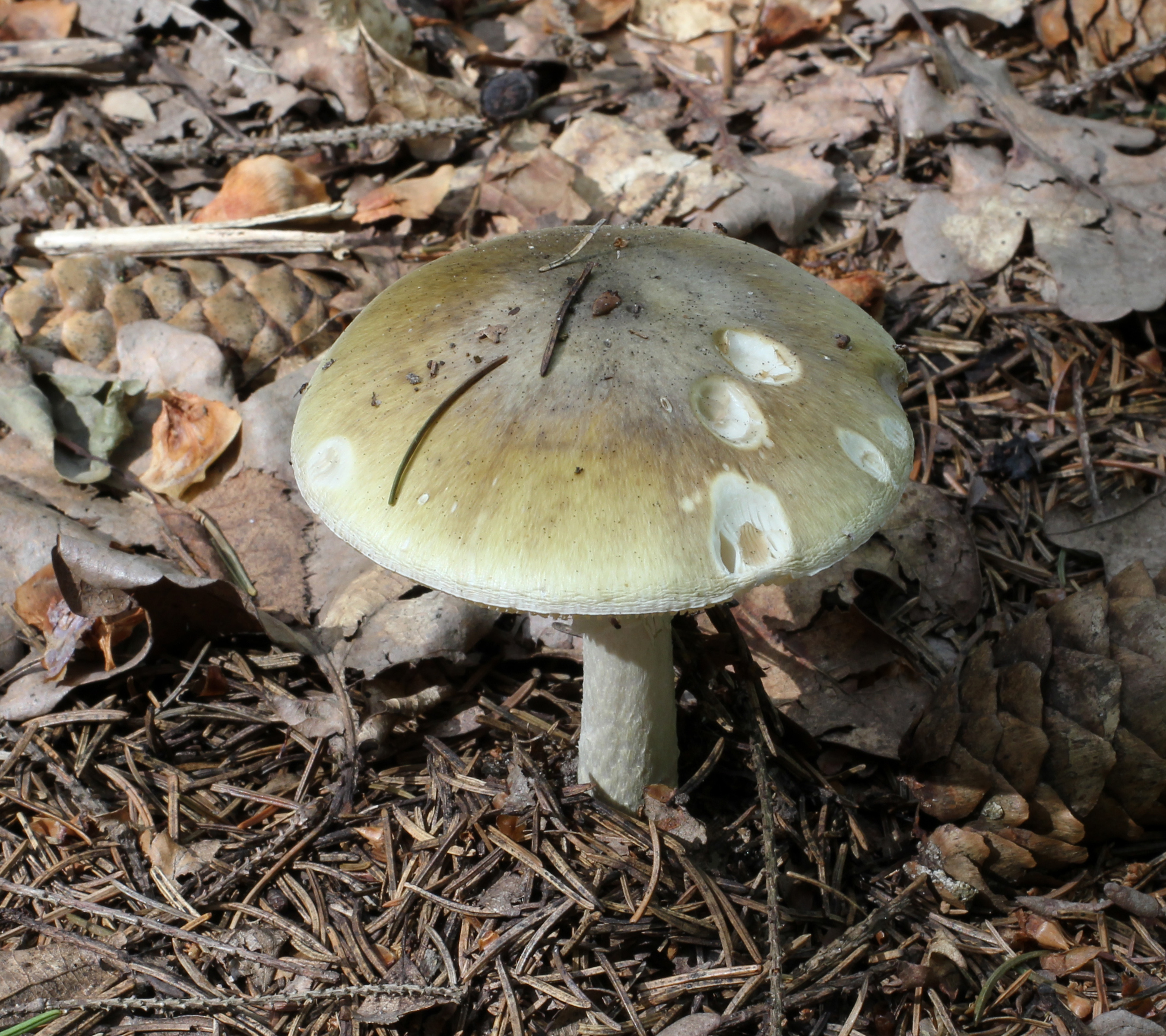
Бледная поганка может быть похожа на некоторые виды сыроежек

Внешне бледная поганка может напоминать шампиньоны и некоторые виды сыроежек сходного с ней окраса, однако от первых её отличает белый цвет пластинок, а от вторых — кольцо на ножке. Кроме того, характерным отличительным признаком бледной поганки является заметное влагалище у основания ножки.

## Экология и распространение
Образует микоризу с различными лиственными породами (дуб, бук, лещина), предпочитает плодородные почвы, светлые лиственные и смешанные леса. Плодоносит одиночно или группами, встречается часто. Гриб широко распространён в умеренном поясе Европы, Азии и Северной Америки.
Сезон: конец лета — осень.

## Токсическое воздействие

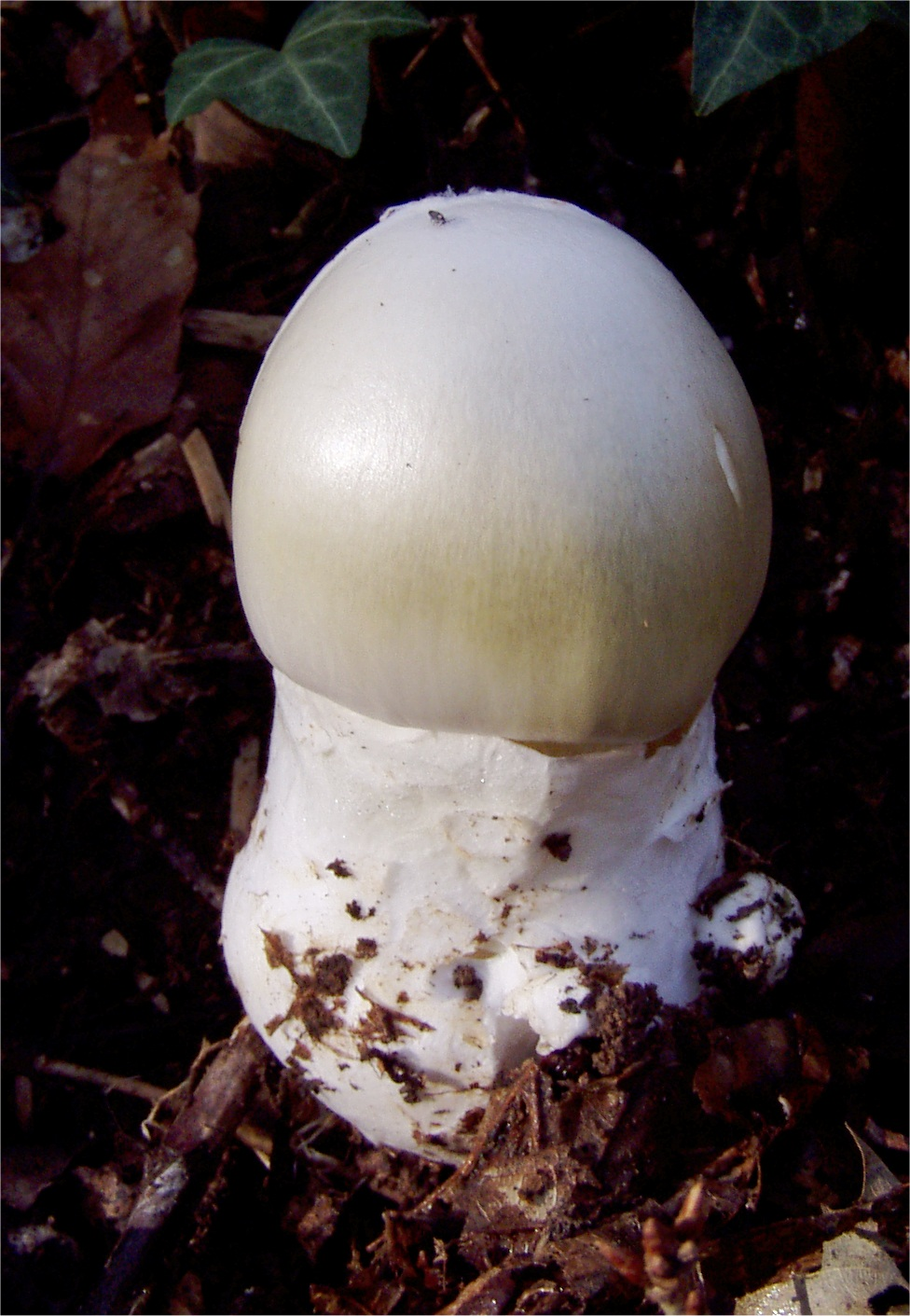
Молодое плодовое тело

Одна четвёртая часть среднего плодового тела (около 30 г) вызывает тяжёлое отравление. Термическая обработка не устраняет токсического действия.
Основные симптомы: спустя ¼—2 суток появляется неукротимая рвота, кишечные колики, боли в мышцах, неутолимая жажда, холероподобная диарея (часто с кровью). Возможно появление желтухи и увеличение печени. Пульс — слабый, нитевидный. Артериальное давление понижено, наблюдается потеря сознания. В результате токсического гепатита и острой сердечно-сосудистой недостаточности в большинстве случаев наступает смерть.
Особенная опасность гриба заключается в том, что признаки отравления не проявляются в течение длительного времени. Симптомы могут не проявляться на протяжении первых 6—24 и более часов, в течение которых тем не менее уже происходит отравление организма и нанесение ему ущерба. Особенностью интоксикации является также «период ложного благополучия», который наступает на третий день и длится обычно от двух до четырёх дней. На самом деле в это время продолжается разрушение печени и почек. Смерть обычно наступает в пределах 10 дней с момента отравления.

## Химический состав и механизм токсического действия
Плодовые тела бледной поганки содержат бициклические токсические полипептиды, в основе которых — индольное кольцо. Изученные к настоящему времени токсины бледной поганки, за исключением мускарина, разделяются на две группы: аманитины (аматоксины, аманитотоксины) — более ядовитые, но медленнее действующие (дают фиолетовую окраску с коричным альдегидом в парах HCl), и фаллоидины (фаллотоксины) — менее ядовитые, но действующие быстрее (синее окрашивание с теми же реактивами). Промежуточное положение занимает аманин (синяя окраска подобно фаллоидинам, но действует медленнее).
В группу аманитинов входят: α-аманитин (половинная летальная доза LD50 для 20-граммовой мыши составляет 2,5 мкг), β-аманитин (5—8 мкг/20 г), γ-аманитин (10—20 мкг/20 г). Фаллоидины: фаллоин (20—30 мкг/20 г), фаллоидин (40 мкг/20 г), фаллин B (LD50 300 мкг/20 г), фаллацидин, фаллализин. Токсичность аманина (LD50) — 0,5 мкг/кг. В 100 г свежего гриба содержится 8 мг α-аманитина, ~5 мг β-аманитина, 0,5 мг γ-аманитина и 10 мг фаллоидина. Для человека смертельная доза фаллоидина — 20—30 мг.
В бледной поганке обнаружен также циклический полипептид антаманид, способный снижать токсическое действие фаллоидина, и (в меньшей степени) α-аманитина. Однако содержание антаманида в грибе незначительно и не изменяет интегрального токсического эффекта.
Фаллоидин и аманитин действуют преимущественно на печень, поражая эндоплазматический ретикулум и клеточное ядро гепатоцитов. Механизм действия α-аманитина — связывание с РНК-полимеразой II и ингибирование транскрипции генов, кодирующих белки, в результате в клетках вырабатывается фактор некроза опухоли TNSα, развивается окислительный стресс и апоптоз (клеточная смерть). Фаллолизин вызывает лизис гепатоцитов и клеток крови. Фаллоидин (10−14—10−6 моль/л) обратимо блокирует K+-каналы возбудимых мембран, уменьшая выходящий калиевый ток в мышечных волокнах.
Под воздействием токсинов бледной поганки угнетается синтез АТФ, разрушаются лизосомы, микросомы и рибосомы клеток. В результате нарушения биосинтеза белка, фосфолипидов, гликогена развиваются некроз и жировое перерождение печени.
Антидотами при отравлениях аматоксинами, вызванных ядовитыми грибами Amanita phalloides и др., являются силибинин (инъекционная форма Легалон SIL), NAC (ацетилцистеин), пенициллин, полимиксин B и др.
В Справочнике по лечению отравлений, подготовленном ВОЗ, приводятся следующие актуальные антидоты для аманитинов: бензилпенициллин, силибинин, однако признаны устаревшими антидоты сульфадимезин (сульфаниламид короткого срока действия) и липоевая кислота.
В 2023 году было установлено, что специфическим антидотом к главному токсину бледной поганки, α-аманитину, является флюоресцентный краситель индоцианин зелёный, используемый также в медицинской диагностике в качестве маркера оценки кровоснабжения тканей и органов.

### Пептидныеалкалоиды

#### Фаллотоксины
| - фаллоидин - фаллоин | - фаллизин | - фаллицидин |

#### Аматоксины
| - α-аманитин - аманин | - β-аманитин - амануллин | - γ-аманитин |

### Определение
Для определения наличия аматоксинов в пробе используется так называемый тест Мейснера. Тест даёт ложноположительные результаты на псилоцин, псилоцибин и 5-замещенные триптамины.